# Roger C. Carmel
Roger Charles Carmel (27. září 1932 Brooklyn, New York – 11. listopadu 1986 Los Angeles, Kalifornie) byl americký herec. V průběhu své herecké kariéry se objevil např. v sitcomech The Dick Van Dyke Show, The Mothers-in-Law, Hogan's Heroes či The Munsters, dále v seriálech Batman, I Spy, Banacek, The Man from U.N.C.L.E. nebo Hawaii Five-O. Jednou z jeho známých rolí je postava podvodníka Harryho Mudda v epizodách „Muddovy ženy“ (1966) a „Já, Mudd“ (1967) sci-fi seriálu Star Trek. Tutéž postavu namluvil v epizodě „Elixír lásky“ (1973) animovaného seriálu Star Trek.
Zemřel na srdeční selhání v Hollywoodu, je pohřben na hřbitově New Mount Carmel Cemetery v Queensu (New York).